# Червона Слобода (Мінська область)
Червона Слобода (біл. вёска Чырвона Слабада) — село в складі Червенського району Мінської області, Білорусь. Село підпорядковане Лядівській сільській раді, розташоване в центральній частині області.